# 魔法師西蒙：混亂是生命的一半
《魔法師西蒙：混亂是生命的一半》是由德國開發商Silver Style Entertainment開發的冒險遊戲，RTL Enterprises於2007年2月發行，對應Microsoft Windows平台。遊戲是魔法師西蒙系列第四部主要遊戲。
Eurogamer稱遊戲較前作有進步，但有時依然簡單過頭。遊戲在Metacritic的匯總得分為50/100。